# 兄弟の像
兄弟の像 (きょうだいのぞう、형제의 상)とは、大韓民国ソウル特別市の戦争記念館に朝鮮戦争のシンボルとして設置されている像である。

## 概要
造形物の上部には、朝鮮戦争中に大韓民国国軍将校として参戦した兄と朝鮮人民軍の兵卒として参戦した弟が現在の江原特別自治道原州市で起きた戦闘で劇的に出会った実話を素材にしたブロンズ像が設置されている。
韓国各地で収集された花崗岩を彫刻した半球状のドームが台座となっているが、これは多くの殉国烈士の犠牲を意味する。
ドームの外部には切れ間があり、朝鮮の分断と統一への希望を意味している。ドーム内部には韓国人の精神と国難克服をテーマにしたモザイク壁画が装備されており、内部の床には、当時の国際連合陣営として派遣されていた16カ国の記念プレートが置かれている。ドーム天井には、相互に接続されている複数の鉄線が装着されているが、これは統一された朝鮮の途切れることのない結束を意味する。
像は展示エリアの南西に位置する。